# Universiteit van Gießen
De Universiteit van Gießen (Duits: Justus-Liebig-Universität Gießen) is een universiteit in de stad Gießen in de Duitse deelstaat Hessen. De instelling is opgericht in 1607 en sinds 1946 genoemd naar Justus von Liebig, de grondlegger van de moderne landbouwkundige chemie en uitvinder van kunstmatige meststoffen.

## Geschiedenis
De Universiteit van Gießen werd opgericht in 1607 als lutherse universiteit in de stad Gießen in het toenmalige landgraafschap Hessen-Darmstadt, nadat de universiteit van het nabijgelegen Marburg was overgegaan tot het calvinisme. De nieuwe universiteit werd "Ludoviciana" genoemd, naar de stichter Lodewijk V van Hessen-Darmstadt.  
Na de verwoestingen van de Tweede Wereldoorlog werd de instelling in 1946 heropgericht als Justus-Liebig-Hochschule. In 1957 herkreeg ze de status van universiteit.
De Universiteit van Gießen telt nu bijna 23.000 studenten en 8500 werknemers. De stad Giessen, waar ook de Universiteit voor Toegepaste Wetenschappen van Gießen-Friedberg is gevestigd, geldt als de Duitse stad met naar verhouding de grootste studentenpopulatie.

## Faculteiten
De universiteit bestaat uit 11 faculteiten:
- Faculteit 01 - Rechtsgeleerdheid
- Faculteit 02 - Economische wetenschappen
- Faculteit 03 - Sociale wetenschappen en Cultuurwetenschappen
- Faculteit 04 - Geschiedenis en Cultuurwetenschappen
- Faculteit 05 - Taal, Literatuur en Cultuur
- Faculteit 06 - Psychologie en Sportwetenschappen
- Faculteit 07 - Wiskunde en Computerwetenschappen, Fysica, Geografie
- Faculteit 08 - Biologie en Chemie
- Faculteit 09 - Landbouwwetenschappen, Levensmiddelentechnologie en Milieubeheer
- Faculteit 10 - Dierengeneeskunde
- Faculteit 11 - Geneeskunde

## Campus
Hoewel de universiteit niet over een afgebakende campus beschikt, worden de gebouwen en faciliteiten samengebracht volgens verwante disciplines. Ze liggen verspreid over verscheidene locaties in de stad. Philosophikum II is bijvoorbeeld een locatie aan de rand van de stad grenzend aan het stedelijk bos. Hier zijn verschillende faculteitsgebouwen en auditoria gevestigd, waaronder Audimax, een gebouw dat beschikt over een aantal auditoria waarbij de voorhal gebruikt wordt voor optredens en feestavonden.

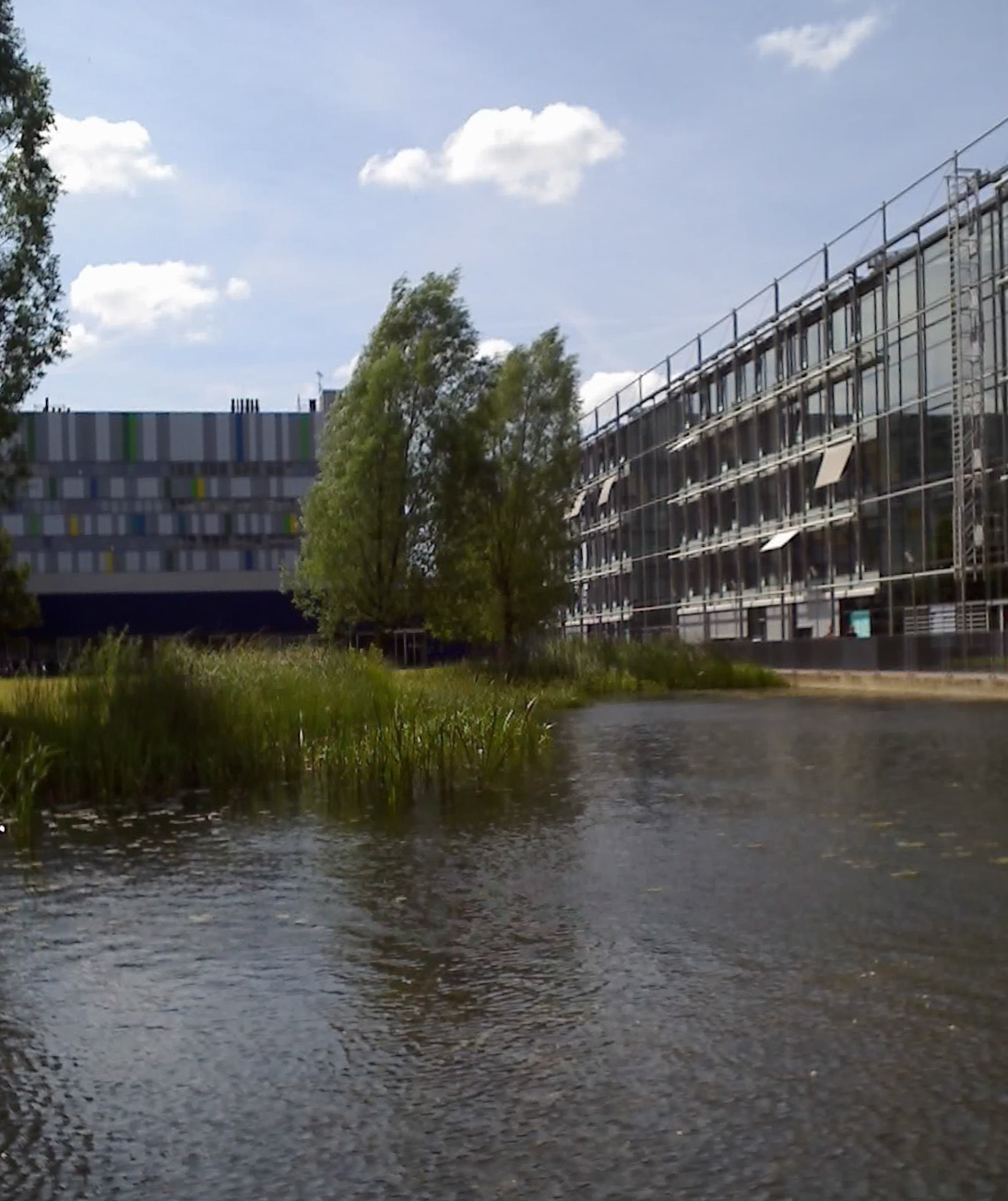
Interdisciplinair Onderzoekscentrum (IFZ) met de fysica-afdelingen op de achtergrond.
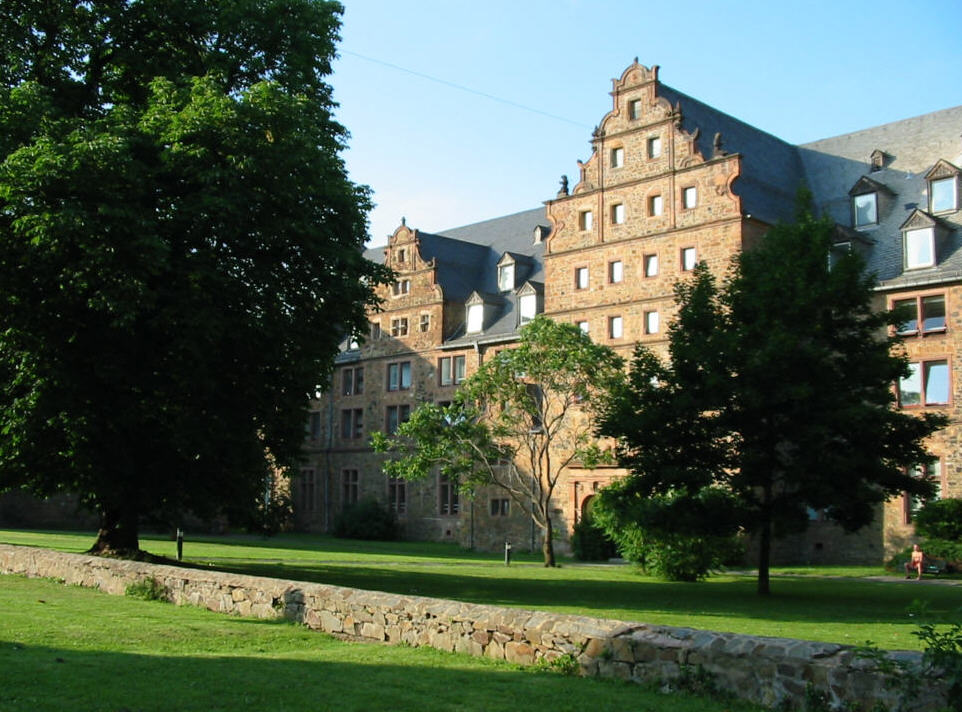
Zeughaus, een historisch gebouw in Gießen dat gebruikt wordt door de afdelingen geografie en rechtsgeleerdheid.
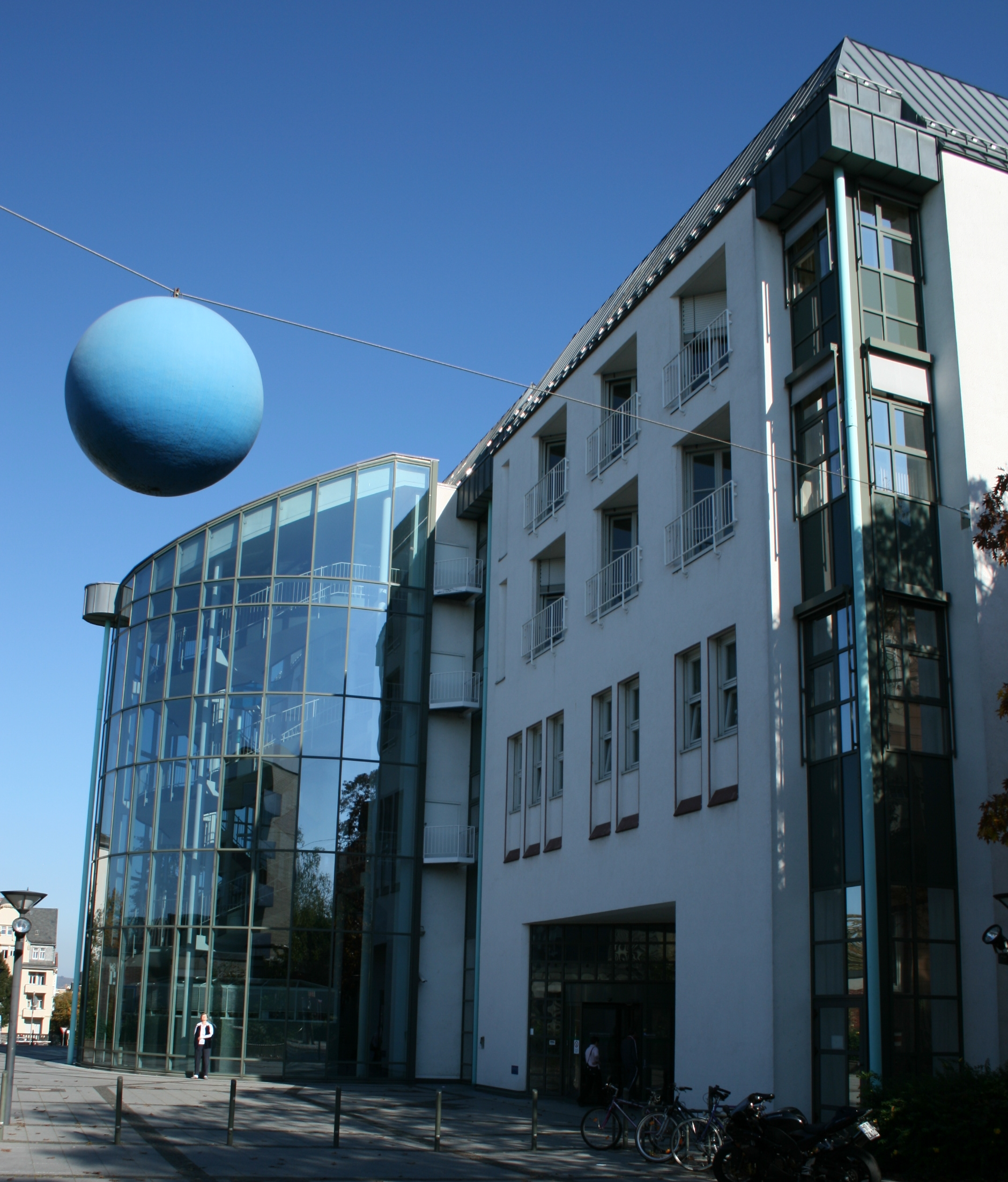
Chirurgie-afdeling van het universiteitsziekenhuis.
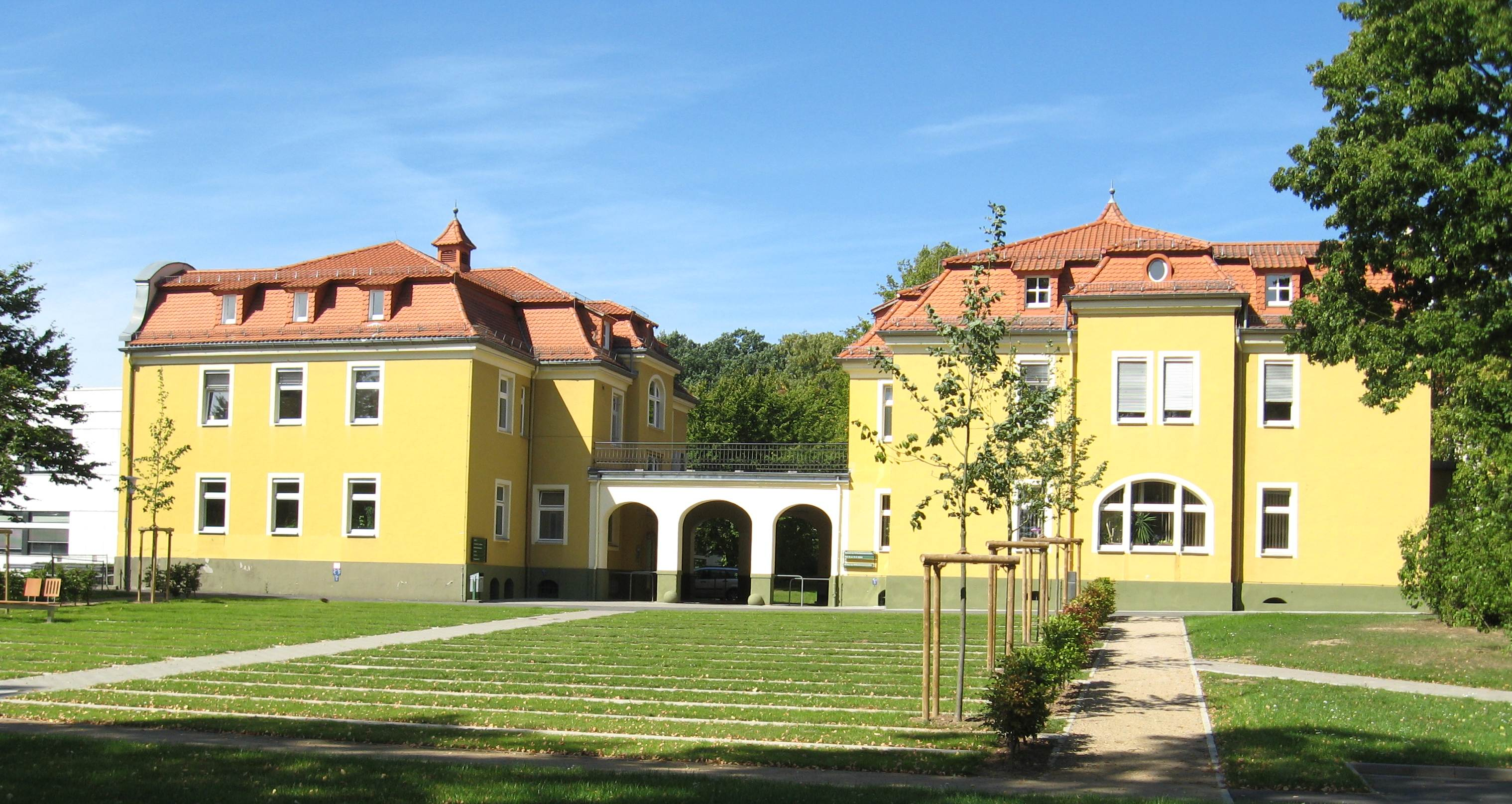
Departementen Economische wetenschappen, Rechtsgeleerdheid en Handelswetenschappen.

## Vermaarde alumni
Buiten Justus von Liebig kende de universiteit andere beroemde professoren waaronder de theoloog Adolf von Harnack, de jurist Rudolf von Jhering, Frank-Walter Steinmeier (voormalig Duits minister van buitenlandse zaken), de econoom en statisticus Etienne Laspeyres, de natuurkundige Wilhelm Conrad Röntgen, de wiskundigen Moritz Pasch en Alfred Clebsch, de gestaltpsycholoog Kurt Koffka, de filoloog en archeoloog Friedrich Gottlieb Welcker, en de orientalist Eberhard Schrader. Alle bekende alumni van de universiteit waren geboren in Hessen-Darmstadt zoals de Duitse romantische toneelspeler en revolutionair Georg Büchner, de literaire en politieke historicus Georg Gottfried Gervinus en de botanicus Johann Jacob Dillenius.
Aken · Augsburg · Bamberg: Otto-Friedrich · Bayreuth · Berlijn (Vrije Universiteit · Humboldt · Technische Universiteit · Kunsten) · Bielefeld · Bochum · Bonn · Braunschweig · Bremen (Universiteit Bremen · Jacobs University) · Chemnitz · Clausthal · Cottbus-Brandenburg · Darmstadt · Dortmund · Dresden · Duisburg-Essen · Düsseldorf: Heinrich Heine · Eichstätt-Ingolstadt · Erfurt · Erlangen-Neurenberg: Friedrich-Alexander · Frankfurt am Main · Frankfurt an der Oder: Europa · Freiberg · Freiburg · Gießen · Göttingen: Georg August · Greifswald: Ernst Moritz Arndt · Hagen · Halle-Wittenberg: Martin Luther · Heidelberg: Ruprecht Karls · Hamburg (Hamburg · HafenCity · Hamburg-Harburg · Helmut Schmidt) · Hannover (Hannover · Medische Hogeschool) · Hildesheim · Hohenheim · Ilmenau · Jena: Friedrich Schiller · Kaiserslautern · Karlsruhe · Kassel · Keulen · Duitse Sporthogeschool Keulen · Kiel: Christian Albrechts · Koblenz-Landau · Konstanz · Leipzig · Lübeck · Lüneburg: Leuphana · Magdeburg: Otto von Guericke · Mainz: Johannes Gutenberg · Mannheim · Marburg: Philipps · München (Ludwig Maximilians · Technische Universiteit · Oekraïense Vrije Universiteit · Universiteit van het Bondsleger) · Münster · Oldenburg: Carl von Ossietzky · Osnabrück · Paderborn · Passau · Potsdam · Regensburg · Reutlingen · Rostock · Saarbrücken · Siegen · Stuttgart · Trier · Tübingen: Eberhard-Karls · Ulm · Vechta · Weimar: Bauhaus · Witten: Herdecke · Wuppertal · Würzburg: Julius Maximilians
Bayreuth · 
Cantabria · 
Canterbury · 
Catania · 
Cluj-Napoca · 
Cyprus · 
Eindhoven · 
Gent · 
Giessen · 
Göteborg · 
Grenoble · 
Las Palmas de Gran Canaria · 
Le Havre · 
León · 
Luik · 
Malmö · 
Malta · 
Minho ·
Patras · 
Porto · 
Poznań · 
Rome (Sapienza) · 
Rouen · 
Tarragona · 
Triëst · 
Trondheim · 
Valencia · 
Valladolid